# Liste der Gebirge und Höhenzüge in Alaska

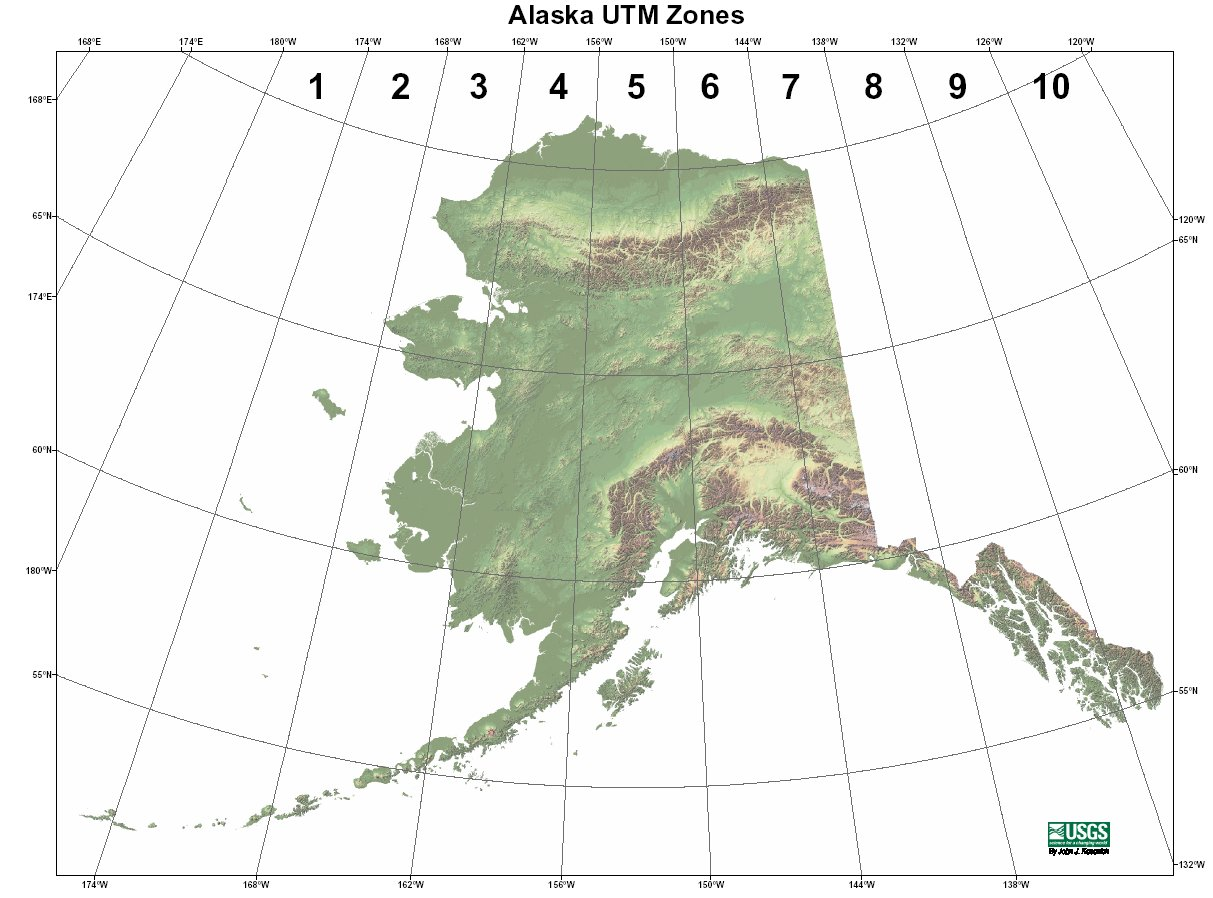
Reliefkarte von Alaska

Die Liste der Gebirge und Höhenzüge in Alaska enthält alle Einträge im Geographic Names Information System des United States Geological Survey mit der Klasse „Range“ (Gebirge, Gebirgszüge, Höhenzüge, bergige oder hügelige Gebiete), die ganz oder teilweise in Alaska liegen.

Die Höhenangaben entsprechen dem National Elevation Dataset und geben nicht den höchsten Punkt des jeweiligen Eintrags an.
| Name                     | Region                            | Lage | Höhe   | GNIS-Link |
| ------------------------ | --------------------------------- | ---- | ------ | --- |
| Adam Mountains           | Ketchikan Gateway Borough         |      | 1581 m | Adam Mountains. In: Geographic Names Information System. United States Geological Survey, United States Department of the Interior (englisch).           |
| Admiral Range            | Petersburg Census Area            |      | 1655 m | Admiral Range. In: Geographic Names Information System. United States Geological Survey, United States Department of the Interior (englisch).            |
| Aeolian Hills            | Yukon-Koyukuk Census Area         |      | 76 m   | Aeolian Hills. In: Geographic Names Information System. United States Geological Survey, United States Department of the Interior (englisch).            |
| Aglungak Hills           | Northwest Arctic Borough          |      | 258 m  | Aglungak Hills. In: Geographic Names Information System. United States Geological Survey, United States Department of the Interior (englisch).           |
| Ahklun Mountains         | Bethel Census Area                |      | 367 m  | Ahklun Mountains. In: Geographic Names Information System. United States Geological Survey, United States Department of the Interior (englisch).         |
| Akoliakruich Hills       | Northwest Arctic Borough          |      | 641 m  | Akoliakruich Hills. In: Geographic Names Information System. United States Geological Survey, United States Department of the Interior (englisch).       |
| Akutagrak Hills          | Northwest Arctic Borough          |      | 199 m  | Akutagrak Hills. In: Geographic Names Information System. United States Geological Survey, United States Department of the Interior (englisch).          |
| Alaska Range             | Yukon-Koyukuk Census Area         |      | 1538 m | Alaska Range. In: Geographic Names Information System. United States Geological Survey, United States Department of the Interior (englisch).             |
| Alatna Hills             | Yukon-Koyukuk Census Area         |      | 619 m  | Alatna Hills. In: Geographic Names Information System. United States Geological Survey, United States Department of the Interior (englisch).             |
| Aleutian Range           | Lake and Peninsula Borough        |      | 905 m  | Aleutian Range. In: Geographic Names Information System. United States Geological Survey, United States Department of the Interior (englisch).           |
| Alphabet Hills           | Matanuska-Susitna Borough         |      | 902 m  | Alphabet Hills. In: Geographic Names Information System. United States Geological Survey, United States Department of the Interior (englisch).           |
| Alukuk Hills             | Nome Census Area                  |      | 18 m   | Alukuk Hills. In: Geographic Names Information System. United States Geological Survey, United States Department of the Interior (englisch).             |
| Alutunitok Hills         | Northwest Arctic Borough          |      | 238 m  | Alutunitok Hills. In: Geographic Names Information System. United States Geological Survey, United States Department of the Interior (englisch).         |
| Amatusuk Hills           | North Slope Borough               |      | 415 m  | Amatusuk Hills. In: Geographic Names Information System. United States Geological Survey, United States Department of the Interior (englisch).           |
| Amatusuk Hills           | North Slope Borough               |      | 449 m  | Amatusuk Hills. In: Geographic Names Information System. United States Geological Survey, United States Department of the Interior (englisch).           |
| American Range           |                                   |      |        | American Range. In: Geographic Names Information System. United States Geological Survey, United States Department of the Interior (englisch).           |
| Amphitheater Mountains   | Valdez-Cordova Census Area        |      | 1859 m | Amphitheater Mountains. In: Geographic Names Information System. United States Geological Survey, United States Department of the Interior (englisch).   |
| Anatusuk Hills           |                                   |      |        | Anatusuk Hills. In: Geographic Names Information System. United States Geological Survey, United States Department of the Interior (englisch).           |
| Andreafsky Hills         | Kusilvak Census Area              |      | 247 m  | Andreafsky Hills. In: Geographic Names Information System. United States Geological Survey, United States Department of the Interior (englisch).         |
| Angayucham Mountains     | Northwest Arctic Borough          |      | 732 m  | Angayucham Mountains. In: Geographic Names Information System. United States Geological Survey, United States Department of the Interior (englisch).     |
| Angayukalik Hills        | Northwest Arctic Borough          |      | 744 m  | Angayukalik Hills. In: Geographic Names Information System. United States Geological Survey, United States Department of the Interior (englisch).        |
| Anvik Mountains          |                                   |      |        | Anvik Mountains. In: Geographic Names Information System. United States Geological Survey, United States Department of the Interior (englisch).          |
| Ashby Mountains          |                                   |      |        | Ashby Mountains. In: Geographic Names Information System. United States Geological Survey, United States Department of the Interior (englisch).          |
| Askinuk Mountains        | Kusilvak Census Area              |      | 381 m  | Askinuk Mountains. In: Geographic Names Information System. United States Geological Survey, United States Department of the Interior (englisch).        |
| Aupilatuk Hills          | Northwest Arctic Borough          |      | 124 m  | Aupilatuk Hills. In: Geographic Names Information System. United States Geological Survey, United States Department of the Interior (englisch).          |
| Avgun Hills              | North Slope Borough               |      | 279 m  | Avgun Hills. In: Geographic Names Information System. United States Geological Survey, United States Department of the Interior (englisch).              |
| Avingyak Hills           | Northwest Arctic Borough          |      | 439 m  | Avingyak Hills. In: Geographic Names Information System. United States Geological Survey, United States Department of the Interior (englisch).           |
| Awak Hills               |                                   |      |        | Awak Hills. In: Geographic Names Information System. United States Geological Survey, United States Department of the Interior (englisch).               |
| Ayugatak Hills           | North Slope Borough               |      | 265 m  | Ayugatak Hills. In: Geographic Names Information System. United States Geological Survey, United States Department of the Interior (englisch).           |
| Babantaltlin Hills       | Yukon-Koyukuk Census Area         |      | 264 m  | Babantaltlin Hills. In: Geographic Names Information System. United States Geological Survey, United States Department of the Interior (englisch).       |
| Baird Mountains          | Northwest Arctic Borough          |      | 253 m  | Baird Mountains. In: Geographic Names Information System. United States Geological Survey, United States Department of the Interior (englisch).          |
| Bald Mountains           |                                   |      |        | Bald Mountains. In: Geographic Names Information System. United States Geological Survey, United States Department of the Interior (englisch).           |
| Barrier Range            | Kodiak Island Borough             |      | 1067 m | Barrier Range. In: Geographic Names Information System. United States Geological Survey, United States Department of the Interior (englisch).            |
| Bartlett Hills           | Matanuska-Susitna Borough         |      | 387 m  | Bartlett Hills. In: Geographic Names Information System. United States Geological Survey, United States Department of the Interior (englisch).           |
| Batza Mountains          |                                   |      |        | Batza Mountains. In: Geographic Names Information System. United States Geological Survey, United States Department of the Interior (englisch).          |
| Beaver Creek Range       |                                   |      |        | Beaver Creek Range. In: Geographic Names Information System. United States Geological Survey, United States Department of the Interior (englisch).       |
| Beaver Mountains         | Yukon-Koyukuk Census Area         |      | 756 m  | Beaver Mountains. In: Geographic Names Information System. United States Geological Survey, United States Department of the Interior (englisch).         |
| Beaver Mountains         |                                   |      |        | Beaver Mountains. In: Geographic Names Information System. United States Geological Survey, United States Department of the Interior (englisch).         |
| Becks Hills              | Yukon-Koyukuk Census Area         |      | 495 m  | Becks Hills. In: Geographic Names Information System. United States Geological Survey, United States Department of the Interior (englisch).              |
| Bendeleben Mountains     | Nome Census Area                  |      | 845 m  | Bendeleben Mountains. In: Geographic Names Information System. United States Geological Survey, United States Department of the Interior (englisch).     |
| Birch Hills              | Yukon-Koyukuk Census Area         |      | 427 m  | Birch Hills. In: Geographic Names Information System. United States Geological Survey, United States Department of the Interior (englisch).              |
| Bitzshtini Mountains     | Yukon-Koyukuk Census Area         |      | 795 m  | Bitzshtini Mountains. In: Geographic Names Information System. United States Geological Survey, United States Department of the Interior (englisch).     |
| Black Hills              | Aleutians East Borough            |      | 157 m  | Black Hills. In: Geographic Names Information System. United States Geological Survey, United States Department of the Interior (englisch).              |
| Black Hills              | Southeast Fairbanks Census Area   |      | 876 m  | Black Hills. In: Geographic Names Information System. United States Geological Survey, United States Department of the Interior (englisch).              |
| Black Mountains          | Yukon-Koyukuk Census Area         |      | 426 m  | Black Mountains. In: Geographic Names Information System. United States Geological Survey, United States Department of the Interior (englisch).          |
| Blackburn Hills          | Yukon-Koyukuk Census Area         |      | 496 m  | Blackburn Hills. In: Geographic Names Information System. United States Geological Survey, United States Department of the Interior (englisch).          |
| Bohemian Range           | Petersburg Census Area            |      | 170 m  | Bohemian Range. In: Geographic Names Information System. United States Geological Survey, United States Department of the Interior (englisch).           |
| Bonanza Hills            | Lake and Peninsula Borough        |      | 1070 m | Bonanza Hills. In: Geographic Names Information System. United States Geological Survey, United States Department of the Interior (englisch).            |
| Boyden Hills             | Valdez-Cordova Census Area        |      | 2187 m | Boyden Hills. In: Geographic Names Information System. United States Geological Survey, United States Department of the Interior (englisch).             |
| Brabazon Range           | Yakutat                           |      | 979 m  | Brabazon Range. In: Geographic Names Information System. United States Geological Survey, United States Department of the Interior (englisch).           |
| Brassiere Hills          | Juneau                            |      | 485 m  | Brassiere Hills. In: Geographic Names Information System. United States Geological Survey, United States Department of the Interior (englisch).          |
| British Mountains        | North Slope Borough               |      | 1624 m | British Mountains. In: Geographic Names Information System. United States Geological Survey, United States Department of the Interior (englisch).        |
| Brooks Range             | North Slope Borough               |      |        | Brooks Range. In: Geographic Names Information System. United States Geological Survey, United States Department of the Interior (englisch).             |
| Bruce Hills              | Hoonah-Angoon Census Area         |      | 655 m  | Bruce Hills. In: Geographic Names Information System. United States Geological Survey, United States Department of the Interior (englisch).              |
| Buckstock Mountains      | Bethel Census Area                |      | 682 m  | Buckstock Mountains. In: Geographic Names Information System. United States Geological Survey, United States Department of the Interior (englisch).      |
| Buddington Range         | Petersburg Census Area            |      | 231 m  | Buddington Range. In: Geographic Names Information System. United States Geological Survey, United States Department of the Interior (englisch).         |
| Buttress Range           | Lake and Peninsula Borough        |      | 872 m  | Buttress Range. In: Geographic Names Information System. United States Geological Survey, United States Department of the Interior (englisch).           |
| California Ridge         | Ketchikan Gateway Borough         |      | 685 m  | California Ridge. In: Geographic Names Information System. United States Geological Survey, United States Department of the Interior (englisch).         |
| Candle Hills             | Yukon-Koyukuk Census Area         |      | 517 m  | Candle Hills. In: Geographic Names Information System. United States Geological Survey, United States Department of the Interior (englisch).             |
| Canoe Hills              | North Slope Borough               |      | 590 m  | Canoe Hills. In: Geographic Names Information System. United States Geological Survey, United States Department of the Interior (englisch).              |
| Caribou Hills            | Kenai Peninsula Borough           |      | 627 m  | Caribou Hills. In: Geographic Names Information System. United States Geological Survey, United States Department of the Interior (englisch).            |
| Centennial Range         | Valdez-Cordova Census Area        |      | 3468 m | Centennial Range. In: Geographic Names Information System. United States Geological Survey, United States Department of the Interior (englisch).         |
| Chaix Hills              | Valdez-Cordova Census Area        |      | 759 m  | Chaix Hills. In: Geographic Names Information System. United States Geological Survey, United States Department of the Interior (englisch).              |
| Chatinakh Hills          |                                   |      |        | Chatinakh Hills. In: Geographic Names Information System. United States Geological Survey, United States Department of the Interior (englisch).          |
| Chigmit Mountains        | Lake and Peninsula Borough        |      | 1212 m | Chigmit Mountains. In: Geographic Names Information System. United States Geological Survey, United States Department of the Interior (englisch).        |
| Chilkat Range            | Haines Borough                    |      | 1301 m | Chilkat Range. In: Geographic Names Information System. United States Geological Survey, United States Department of the Interior (englisch).            |
| Chitanatala Mountains    | Yukon-Koyukuk Census Area         |      | 875 m  | Chitanatala Mountains. In: Geographic Names Information System. United States Geological Survey, United States Department of the Interior (englisch).    |
| Chugach Mountains        | Valdez-Cordova Census Area        |      | 1234 m | Chugach Mountains. In: Geographic Names Information System. United States Geological Survey, United States Department of the Interior (englisch).        |
| Chuilnuk Mountains       | Bethel Census Area                |      | 766 m  | Chuilnuk Mountains. In: Geographic Names Information System. United States Geological Survey, United States Department of the Interior (englisch).       |
| Clearwater Mountains     | Matanuska-Susitna Borough         |      | 1758 m | Clearwater Mountains. In: Geographic Names Information System. United States Geological Survey, United States Department of the Interior (englisch).     |
| Coast Mountains          | Juneau                            |      | 601 m  | Coast Mountains. In: Geographic Names Information System. United States Geological Survey, United States Department of the Interior (englisch).          |
| Coast Range              | Haines Borough                    |      | 751 m  | Coast Range. In: Geographic Names Information System. United States Geological Survey, United States Department of the Interior (englisch).              |
| Coast Range              |                                   |      |        | Coast Range. In: Geographic Names Information System. United States Geological Survey, United States Department of the Interior (englisch).              |
| Coleen Hills             | Yukon-Koyukuk Census Area         |      | 439 m  | Coleen Hills. In: Geographic Names Information System. United States Geological Survey, United States Department of the Interior (englisch).             |
| Cosmos Hills             | Northwest Arctic Borough          |      | 611 m  | Cosmos Hills. In: Geographic Names Information System. United States Geological Survey, United States Department of the Interior (englisch).             |
| Cosmos Range             | Petersburg Census Area            |      | 1427 m | Cosmos Range. In: Geographic Names Information System. United States Geological Survey, United States Department of the Interior (englisch).             |
| Crazy Mountains          | Yukon-Koyukuk Census Area         |      | 789 m  | Crazy Mountains. In: Geographic Names Information System. United States Geological Survey, United States Department of the Interior (englisch).          |
| Cripple Creek Mountains  | Yukon-Koyukuk Census Area         |      | 361 m  | Cripple Creek Mountains. In: Geographic Names Information System. United States Geological Survey, United States Department of the Interior (englisch).  |
| Cripple Mountains        | Bethel Census Area                |      | 828 m  | Cripple Mountains. In: Geographic Names Information System. United States Geological Survey, United States Department of the Interior (englisch).        |
| Crystalline Hills        | Valdez-Cordova Census Area        |      | 1641 m | Crystalline Hills. In: Geographic Names Information System. United States Geological Survey, United States Department of the Interior (englisch).        |
| Curtis Hills             | Hoonah-Angoon Census Area         |      | 291 m  | Curtis Hills. In: Geographic Names Information System. United States Geological Survey, United States Department of the Interior (englisch).             |
| Darby Mountains          | Nome Census Area                  |      | 644 m  | Darby Mountains. In: Geographic Names Information System. United States Geological Survey, United States Department of the Interior (englisch).          |
| Davidson Mountains       | North Slope Borough               |      | 1420 m | Davidson Mountains. In: Geographic Names Information System. United States Geological Survey, United States Department of the Interior (englisch).       |
| De Long Mountains        | North Slope Borough               |      | 547 m  | De Long Mountains. In: Geographic Names Information System. United States Geological Survey, United States Department of the Interior (englisch).        |
| Deception Hills          | Yakutat                           |      | 580 m  | Deception Hills. In: Geographic Names Information System. United States Geological Survey, United States Department of the Interior (englisch).          |
| Don Miller Hills         | Valdez-Cordova Census Area        |      | 561 m  | Don Miller Hills. In: Geographic Names Information System. United States Geological Survey, United States Department of the Interior (englisch).         |
| Dugan Hills              | Yukon-Koyukuk Census Area         |      | 455 m  | Dugan Hills. In: Geographic Names Information System. United States Geological Survey, United States Department of the Interior (englisch).              |
| East Crazy Mountains     | Yukon-Koyukuk Census Area         |      | 139 m  | East Crazy Mountains. In: Geographic Names Information System. United States Geological Survey, United States Department of the Interior (englisch).     |
| East Fork Hills          | Yukon-Koyukuk Census Area         |      | 560 m  | East Fork Hills. In: Geographic Names Information System. United States Geological Survey, United States Department of the Interior (englisch).          |
| Eddys Range              | Kodiak Island Borough             |      | 605 m  | Eddys Range. In: Geographic Names Information System. United States Geological Survey, United States Department of the Interior (englisch).              |
| Eek Mountains            | Bethel Census Area                |      | 932 m  | Eek Mountains. In: Geographic Names Information System. United States Geological Survey, United States Department of the Interior (englisch).            |
| Einahnuhto Hills         | Aleutians West Census Area        |      | 182 m  | Einahnuhto Hills. In: Geographic Names Information System. United States Geological Survey, United States Department of the Interior (englisch).         |
| Endicott Mountains       | Yukon-Koyukuk Census Area         |      | 1029 m | Endicott Mountains. In: Geographic Names Information System. United States Geological Survey, United States Department of the Interior (englisch).       |
| Fairweather Range        | Hoonah-Angoon Census Area         |      | 3219 m | Fairweather Range. In: Geographic Names Information System. United States Geological Survey, United States Department of the Interior (englisch).        |
| Fanshaw Range            | Hoonah-Angoon Census Area         |      | 442 m  | Fanshaw Range. In: Geographic Names Information System. United States Geological Survey, United States Department of the Interior (englisch).            |
| Fender Hills             | Aleutians West Census Area        |      |        | Fender Hills. In: Geographic Names Information System. United States Geological Survey, United States Department of the Interior (englisch).             |
| Floral Hills             | Yakutat                           |      | 714 m  | Floral Hills. In: Geographic Names Information System. United States Geological Survey, United States Department of the Interior (englisch).             |
| Fort Hamlin Hills        | Yukon-Koyukuk Census Area         |      | 448 m  | Fort Hamlin Hills. In: Geographic Names Information System. United States Geological Survey, United States Department of the Interior (englisch).        |
| Fourth Range             | North Slope Borough               |      | 912 m  | Fourth Range. In: Geographic Names Information System. United States Geological Survey, United States Department of the Interior (englisch).             |
| Fox Hills                | Yukon-Koyukuk Census Area         |      | 548 m  | Fox Hills. In: Geographic Names Information System. United States Geological Survey, United States Department of the Interior (englisch).                |
| Franklin Mountains       | North Slope Borough               |      | 1582 m | Franklin Mountains. In: Geographic Names Information System. United States Geological Survey, United States Department of the Interior (englisch).       |
| Frog Mountains           | Dillingham Census Area            |      | 526 m  | Frog Mountains. In: Geographic Names Information System. United States Geological Survey, United States Department of the Interior (englisch).           |
| Gechiak Mountains        | Dillingham Census Area            |      | 734 m  | Gechiak Mountains. In: Geographic Names Information System. United States Geological Survey, United States Department of the Interior (englisch).        |
| Granite Mountains        | Southeast Fairbanks Census Area   |      | 1474 m | Granite Mountains. In: Geographic Names Information System. United States Geological Survey, United States Department of the Interior (englisch).        |
| Granite Range            | Valdez-Cordova Census Area        |      | 2700 m | Granite Range. In: Geographic Names Information System. United States Geological Survey, United States Department of the Interior (englisch).            |
| Grindle Hills            | Valdez-Cordova Census Area        |      | 676 m  | Grindle Hills. In: Geographic Names Information System. United States Geological Survey, United States Department of the Interior (englisch).            |
| Guyot Hills              | Valdez-Cordova Census Area        |      | 1707 m | Guyot Hills. In: Geographic Names Information System. United States Geological Survey, United States Department of the Interior (englisch).              |
| Halleck Range            | Ketchikan Gateway Borough         |      | 1644 m | Halleck Range. In: Geographic Names Information System. United States Geological Survey, United States Department of the Interior (englisch).            |
| Hatdolitna Hills         | Yukon-Koyukuk Census Area         |      | 456 m  | Hatdolitna Hills. In: Geographic Names Information System. United States Geological Survey, United States Department of the Interior (englisch).         |
| Helpmejack Hills         | Yukon-Koyukuk Census Area         |      | 601 m  | Helpmejack Hills. In: Geographic Names Information System. United States Geological Survey, United States Department of the Interior (englisch).         |
| Hitchcock Hills          | Yakutat                           |      | 1768 m | Hitchcock Hills. In: Geographic Names Information System. United States Geological Survey, United States Department of the Interior (englisch).          |
| Hockley Hills            | Northwest Arctic Borough          |      | 559 m  | Hockley Hills. In: Geographic Names Information System. United States Geological Survey, United States Department of the Interior (englisch).            |
| Hogatza Hills            | Yukon-Koyukuk Census Area         |      | 508 m  | Hogatza Hills. In: Geographic Names Information System. United States Geological Survey, United States Department of the Interior (englisch).            |
| Hokdoloni Hills          | Yukon-Koyukuk Census Area         |      | 448 m  | Hokdoloni Hills. In: Geographic Names Information System. United States Geological Survey, United States Department of the Interior (englisch).          |
| Holy Cross Hills         | Yukon-Koyukuk Census Area         |      | 254 m  | Holy Cross Hills. In: Geographic Names Information System. United States Geological Survey, United States Department of the Interior (englisch).         |
| Hooper Mountains         |                                   |      |        | Hooper Mountains. In: Geographic Names Information System. United States Geological Survey, United States Department of the Interior (englisch).         |
| Horn Mountains           | Bethel Census Area                |      | 959 m  | Horn Mountains. In: Geographic Names Information System. United States Geological Survey, United States Department of the Interior (englisch).           |
| Horn Mountains           | Matanuska-Susitna Borough         |      | 1378 m | Horn Mountains. In: Geographic Names Information System. United States Geological Survey, United States Department of the Interior (englisch).           |
| Howard Hills             | North Slope Borough               |      | 548 m  | Howard Hills. In: Geographic Names Information System. United States Geological Survey, United States Department of the Interior (englisch).             |
| Icefield Ranges          | Yakutat                           |      | 1911 m | Icefield Ranges. In: Geographic Names Information System. United States Geological Survey, United States Department of the Interior (englisch).          |
| Iggiruk Mountains        | North Slope Borough               |      | 874 m  | Iggiruk Mountains. In: Geographic Names Information System. United States Geological Survey, United States Department of the Interior (englisch).        |
| Igichuk Hills            | Northwest Arctic Borough          |      | 347 m  | Igichuk Hills. In: Geographic Names Information System. United States Geological Survey, United States Department of the Interior (englisch).            |
| Igrarok Hills            | North Slope Borough               |      | 259 m  | Igrarok Hills. In: Geographic Names Information System. United States Geological Survey, United States Department of the Interior (englisch).            |
| Ilivit Mountains         | Kusilvak Census Area              |      | 512 m  | Ilivit Mountains. In: Geographic Names Information System. United States Geological Survey, United States Department of the Interior (englisch).         |
| Imikneyak Mountains      | Northwest Arctic Borough          |      | 894 m  | Imikneyak Mountains. In: Geographic Names Information System. United States Geological Survey, United States Department of the Interior (englisch).      |
| Indian Mountains         | Yukon-Koyukuk Census Area         |      | 1036 m | Indian Mountains. In: Geographic Names Information System. United States Geological Survey, United States Department of the Interior (englisch).         |
| Ingakslugwat Hills       | Kusilvak Census Area              |      | 177 m  | Ingakslugwat Hills. In: Geographic Names Information System. United States Geological Survey, United States Department of the Interior (englisch).       |
| Ingariak Hills           | Bethel Census Area                |      | 47 m   | Ingariak Hills. In: Geographic Names Information System. United States Geological Survey, United States Department of the Interior (englisch).           |
| Ingrijoak Hills          | Bethel Census Area                |      | 140 m  | Ingrijoak Hills. In: Geographic Names Information System. United States Geological Survey, United States Department of the Interior (englisch).          |
| Ingrilukat Hills         | Bethel Census Area                |      | 208 m  | Ingrilukat Hills. In: Geographic Names Information System. United States Geological Survey, United States Department of the Interior (englisch).         |
| Isacheluich Mountains    | Northwest Arctic Borough          |      | 810 m  | Isacheluich Mountains. In: Geographic Names Information System. United States Geological Survey, United States Department of the Interior (englisch).    |
| Isahultila Mountains     | Yukon-Koyukuk Census Area         |      | 621 m  | Isahultila Mountains. In: Geographic Names Information System. United States Geological Survey, United States Department of the Interior (englisch).     |
| Ivotuk Hills             | North Slope Borough               |      | 706 m  | Ivotuk Hills. In: Geographic Names Information System. United States Geological Survey, United States Department of the Interior (englisch).             |
| Jack Rabbit Hills        | Dillingham Census Area            |      | 333 m  | Jack Rabbit Hills. In: Geographic Names Information System. United States Geological Survey, United States Department of the Interior (englisch).        |
| Jack White Range         | Yukon-Koyukuk Census Area         |      | 605 m  | Jack White Range. In: Geographic Names Information System. United States Geological Survey, United States Department of the Interior (englisch).         |
| Jade Mountains           | Northwest Arctic Borough          |      | 562 m  | Jade Mountains. In: Geographic Names Information System. United States Geological Survey, United States Department of the Interior (englisch).           |
| Japan Hills              | Denali Borough                    |      | 770 m  | Japan Hills. In: Geographic Names Information System. United States Geological Survey, United States Department of the Interior (englisch).              |
| Kaiyuh Mountains         | Yukon-Koyukuk Census Area         |      | 72 m   | Kaiyuh Mountains. In: Geographic Names Information System. United States Geological Survey, United States Department of the Interior (englisch).         |
| Kakagrak Hills           | Northwest Arctic Borough          |      | 246 m  | Kakagrak Hills. In: Geographic Names Information System. United States Geological Survey, United States Department of the Interior (englisch).           |
| Kakuhan Range            | Juneau                            |      | 973 m  | Kakuhan Range. In: Geographic Names Information System. United States Geological Survey, United States Department of the Interior (englisch).            |
| Kaltag Mountains         | Yukon-Koyukuk Census Area         |      | 451 m  | Kaltag Mountains. In: Geographic Names Information System. United States Geological Survey, United States Department of the Interior (englisch).         |
| Kaluyut Mountains        | Bethel Census Area                |      | 267 m  | Kaluyut Mountains. In: Geographic Names Information System. United States Geological Survey, United States Department of the Interior (englisch).        |
| Kapho Mountains          | Wrangell                          |      | 1357 m | Kapho Mountains. In: Geographic Names Information System. United States Geological Survey, United States Department of the Interior (englisch).          |
| Karr Hills               | Valdez-Cordova Census Area        |      | 691 m  | Karr Hills. In: Geographic Names Information System. United States Geological Survey, United States Department of the Interior (englisch).               |
| Kashaiak Mountains       | Dillingham Census Area            |      | 947 m  | Kashaiak Mountains. In: Geographic Names Information System. United States Geological Survey, United States Department of the Interior (englisch).       |
| Keating Range            | Wrangell                          |      | 898 m  | Keating Range. In: Geographic Names Information System. United States Geological Survey, United States Department of the Interior (englisch).            |
| Keche Mountains          | Yukon-Koyukuk Census Area         |      | 1231 m | Keche Mountains. In: Geographic Names Information System. United States Geological Survey, United States Department of the Interior (englisch).          |
| Keele Range              |                                   |      | 653 m  | Keele Range. In: Geographic Names Information System. United States Geological Survey, United States Department of the Interior (englisch).              |
| Kejulik Mountains        | Lake and Peninsula Borough        |      | 814 m  | Kejulik Mountains. In: Geographic Names Information System. United States Geological Survey, United States Department of the Interior (englisch).        |
| Kemegrak Hills           | North Slope Borough               |      | 293 m  | Kemegrak Hills. In: Geographic Names Information System. United States Geological Survey, United States Department of the Interior (englisch).           |
| Kenai Mountains          | Kenai Peninsula Borough           |      | 1518 m | Kenai Mountains. In: Geographic Names Information System. United States Geological Survey, United States Department of the Interior (englisch).          |
| Khitrov Hills            | Valdez-Cordova Census Area        |      | 1203 m | Khitrov Hills. In: Geographic Names Information System. United States Geological Survey, United States Department of the Interior (englisch).            |
| Kialegak Mountains       | Nome Census Area                  |      | 0 m    | Kialegak Mountains. In: Geographic Names Information System. United States Geological Survey, United States Department of the Interior (englisch).       |
| Kiana Hills              | Northwest Arctic Borough          |      | 761 m  | Kiana Hills. In: Geographic Names Information System. United States Geological Survey, United States Department of the Interior (englisch).              |
| Kichatna Mountains       | Matanuska-Susitna Borough         |      | 1553 m | Kichatna Mountains. In: Geographic Names Information System. United States Geological Survey, United States Department of the Interior (englisch).       |
| Kiglapak Mountains       | Bethel Census Area                |      | 259 m  | Kiglapak Mountains. In: Geographic Names Information System. United States Geological Survey, United States Department of the Interior (englisch).       |
| Kigluaik Mountains       | Nome Census Area                  |      | 919 m  | Kigluaik Mountains. In: Geographic Names Information System. United States Geological Survey, United States Department of the Interior (englisch).       |
| Kiklupiklak Hills        | North Slope Borough               |      | 357 m  | Kiklupiklak Hills. In: Geographic Names Information System. United States Geological Survey, United States Department of the Interior (englisch).        |
| Kilbuck Mountains        | Bethel Census Area                |      | 677 m  | Kilbuck Mountains. In: Geographic Names Information System. United States Geological Survey, United States Department of the Interior (englisch).        |
| Kiliovilik Range         | Northwest Arctic Borough          |      | 586 m  | Kiliovilik Range. In: Geographic Names Information System. United States Geological Survey, United States Department of the Interior (englisch).         |
| Kimikthak Hills          | Bethel Census Area                |      | 56 m   | Kimikthak Hills. In: Geographic Names Information System. United States Geological Survey, United States Department of the Interior (englisch).          |
| Kimit Hills              | Bethel Census Area                |      | 160 m  | Kimit Hills. In: Geographic Names Information System. United States Geological Survey, United States Department of the Interior (englisch).              |
| Kingasivik Mountains     | Northwest Arctic Borough          |      | 779 m  | Kingasivik Mountains. In: Geographic Names Information System. United States Geological Survey, United States Department of the Interior (englisch).     |
| Kinipaghulghat Mountains | Nome Census Area                  |      | 0 m    | Kinipaghulghat Mountains. In: Geographic Names Information System. United States Geological Survey, United States Department of the Interior (englisch). |
| Kisimilot Mountains      | Northwest Arctic Borough          |      | 225 m  | Kisimilot Mountains. In: Geographic Names Information System. United States Geological Survey, United States Department of the Interior (englisch).      |
| Kislowrut Hills          | Northwest Arctic Borough          |      | 247 m  | Kislowrut Hills. In: Geographic Names Information System. United States Geological Survey, United States Department of the Interior (englisch).          |
| Kitiram Ipitanga Hills   | Northwest Arctic Borough          |      | 215 m  | Kitiram Ipitanga Hills. In: Geographic Names Information System. United States Geological Survey, United States Department of the Interior (englisch).   |
| Klotz Hills              | Hoonah-Angoon Census Area         |      | 232 m  | Klotz Hills. In: Geographic Names Information System. United States Geological Survey, United States Department of the Interior (englisch).              |
| Kokhila Hills            | Yukon-Koyukuk Census Area         |      | 337 m  | Kokhila Hills. In: Geographic Names Information System. United States Geological Survey, United States Department of the Interior (englisch).            |
| Kokrines Hills           | Yukon-Koyukuk Census Area         |      | 1036 m | Kokrines Hills. In: Geographic Names Information System. United States Geological Survey, United States Department of the Interior (englisch).           |
| Kookooligit Mountains    | Nome Census Area                  |      | 603 m  | Kookooligit Mountains. In: Geographic Names Information System. United States Geological Survey, United States Department of the Interior (englisch).    |
| Kulukbuk Hills           | Bethel Census Area                |      | 176 m  | Kulukbuk Hills. In: Geographic Names Information System. United States Geological Survey, United States Department of the Interior (englisch).           |
| Kurupa Hills             | North Slope Borough               |      | 1228 m | Kurupa Hills. In: Geographic Names Information System. United States Geological Survey, United States Department of the Interior (englisch).             |
| Kusilvak Mountains       | Kusilvak Census Area              |      | 644 m  | Kusilvak Mountains. In: Geographic Names Information System. United States Geological Survey, United States Department of the Interior (englisch).       |
| Kuskokwim Mountains      | Yukon-Koyukuk Census Area         |      | 785 m  | Kuskokwim Mountains. In: Geographic Names Information System. United States Geological Survey, United States Department of the Interior (englisch).      |
| Kwiktalik Mountains      | Nome Census Area                  |      | 144 m  | Kwiktalik Mountains. In: Geographic Names Information System. United States Geological Survey, United States Department of the Interior (englisch).      |
| Lamp Hills               | Aleutians West Census Area        |      |        | Lamp Hills. In: Geographic Names Information System. United States Geological Survey, United States Department of the Interior (englisch).               |
| Lash Hills               | Aleutians West Census Area        |      |        | Lash Hills. In: Geographic Names Information System. United States Geological Survey, United States Department of the Interior (englisch).               |
| Lawson Hills             | Aleutians West Census Area        |      |        | Lawson Hills. In: Geographic Names Information System. United States Geological Survey, United States Department of the Interior (englisch).             |
| Leaf Hills               | Aleutians West Census Area        |      |        | Leaf Hills. In: Geographic Names Information System. United States Geological Survey, United States Department of the Interior (englisch).               |
| Leg Hills                | Aleutians West Census Area        |      |        | Leg Hills. In: Geographic Names Information System. United States Geological Survey, United States Department of the Interior (englisch).                |
| Legend Hills             | Aleutians West Census Area        |      |        | Legend Hills. In: Geographic Names Information System. United States Geological Survey, United States Department of the Interior (englisch).             |
| Lime Hills               | Bethel Census Area                |      | 765 m  | Lime Hills. In: Geographic Names Information System. United States Geological Survey, United States Department of the Interior (englisch).               |
| Limestone Hills          | Matanuska-Susitna Borough         |      | 1740 m | Limestone Hills. In: Geographic Names Information System. United States Geological Survey, United States Department of the Interior (englisch).          |
| Lincoln Mountains        | Prince of Wales-Hyder Census Area |      | 1763 m | Lincoln Mountains. In: Geographic Names Information System. United States Geological Survey, United States Department of the Interior (englisch).        |
| Link Hills               | Aleutians West Census Area        |      |        | Link Hills. In: Geographic Names Information System. United States Geological Survey, United States Department of the Interior (englisch).               |
| Lion Hills               | Aleutians West Census Area        |      |        | Lion Hills. In: Geographic Names Information System. United States Geological Survey, United States Department of the Interior (englisch).               |
| Little Crazy Mountains   | Yukon-Koyukuk Census Area         |      | 634 m  | Little Crazy Mountains. In: Geographic Names Information System. United States Geological Survey, United States Department of the Interior (englisch).   |
| Little Crow Hills        | Bethel Census Area                |      | 452 m  | Little Crow Hills. In: Geographic Names Information System. United States Geological Survey, United States Department of the Interior (englisch).        |
| Lockwood Hills           | Northwest Arctic Borough          |      | 492 m  | Lockwood Hills. In: Geographic Names Information System. United States Geological Survey, United States Department of the Interior (englisch).           |
| Lonesome Hills           | Yukon-Koyukuk Census Area         |      | 515 m  | Lonesome Hills. In: Geographic Names Information System. United States Geological Survey, United States Department of the Interior (englisch).           |
| Long Mountains           | Yukon-Koyukuk Census Area         |      | 308 m  | Long Mountains. In: Geographic Names Information System. United States Geological Survey, United States Department of the Interior (englisch).           |
| Loyal Hills              | Aleutians West Census Area        |      |        | Loyal Hills. In: Geographic Names Information System. United States Geological Survey, United States Department of the Interior (englisch).              |
| Magitchlie Range         | Yukon-Koyukuk Census Area         |      | 279 m  | Magitchlie Range. In: Geographic Names Information System. United States Geological Survey, United States Department of the Interior (englisch).         |
| Maiyumerak Mountains     | Northwest Arctic Borough          |      | 745 m  | Maiyumerak Mountains. In: Geographic Names Information System. United States Geological Survey, United States Department of the Interior (englisch).     |
| Mamagnak Mountains       | Nome Census Area                  |      | 0 m    | Mamagnak Mountains. In: Geographic Names Information System. United States Geological Survey, United States Department of the Interior (englisch).       |
| Maneuver Hills           | Aleutians West Census Area        |      |        | Maneuver Hills. In: Geographic Names Information System. United States Geological Survey, United States Department of the Interior (englisch).           |
| Manuilyisat Hills        | Northwest Arctic Borough          |      | 188 m  | Manuilyisat Hills. In: Geographic Names Information System. United States Geological Survey, United States Department of the Interior (englisch).        |
| Marin Range              | Kodiak Island Borough             |      | 518 m  | Marin Range. In: Geographic Names Information System. United States Geological Survey, United States Department of the Interior (englisch).              |
| Mary Range               | North Slope Borough               |      | 1419 m | Mary Range. In: Geographic Names Information System. United States Geological Survey, United States Department of the Interior (englisch).               |
| McKinley Range           | Matanuska-Susitna Borough         |      | 2452 m | McKinley Range. In: Geographic Names Information System. United States Geological Survey, United States Department of the Interior (englisch).           |
| Mentasta Mountains       | Valdez-Cordova Census Area        |      | 2309 m | Mentasta Mountains. In: Geographic Names Information System. United States Geological Survey, United States Department of the Interior (englisch).       |
| Mertie Mountains         | Southeast Fairbanks Census Area   |      |        | Mertie Mountains. In: Geographic Names Information System. United States Geological Survey, United States Department of the Interior (englisch).         |
| Missionary Range         | Petersburg Census Area            |      | 724 m  | Missionary Range. In: Geographic Names Information System. United States Geological Survey, United States Department of the Interior (englisch).         |
| Monzonite Hills          | Yukon-Koyukuk Census Area         |      | 358 m  | Monzonite Hills. In: Geographic Names Information System. United States Geological Survey, United States Department of the Interior (englisch).          |
| Moore Mountains          | Sitka                             |      | 607 m  | Moore Mountains. In: Geographic Names Information System. United States Geological Survey, United States Department of the Interior (englisch).          |
| Muklung Hills            | Dillingham Census Area            |      | 614 m  | Muklung Hills. In: Geographic Names Information System. United States Geological Survey, United States Department of the Interior (englisch).            |
| Mulgrave Hills           | Northwest Arctic Borough          |      | 417 m  | Mulgrave Hills. In: Geographic Names Information System. United States Geological Survey, United States Department of the Interior (englisch).           |
| Mulik Hills              | Northwest Arctic Borough          |      | 37 m   | Mulik Hills. In: Geographic Names Information System. United States Geological Survey, United States Department of the Interior (englisch).              |
| Mystery Hills            | Kenai Peninsula Borough           |      | 986 m  | Mystery Hills. In: Geographic Names Information System. United States Geological Survey, United States Department of the Interior (englisch).            |
| Mystery Mountains        | Yukon-Koyukuk Census Area         |      | 1149 m | Mystery Mountains. In: Geographic Names Information System. United States Geological Survey, United States Department of the Interior (englisch).        |
| Neacola Mountains        | Lake and Peninsula Borough        |      | 124 m  | Neacola Mountains. In: Geographic Names Information System. United States Geological Survey, United States Department of the Interior (englisch).        |
| Nichols Hills            | Dillingham Census Area            |      | 2 m    | Nichols Hills. In: Geographic Names Information System. United States Geological Survey, United States Department of the Interior (englisch).            |
| Nigu Hills               | North Slope Borough               |      | 692 m  | Nigu Hills. In: Geographic Names Information System. United States Geological Survey, United States Department of the Interior (englisch).               |
| Nilunorat Hills          | Northwest Arctic Borough          |      | 472 m  | Nilunorat Hills. In: Geographic Names Information System. United States Geological Survey, United States Department of the Interior (englisch).          |
| Nilunorat Hills          | Yukon-Koyukuk Census Area         |      | 120 m  | Nilunorat Hills. In: Geographic Names Information System. United States Geological Survey, United States Department of the Interior (englisch).          |
| Ninemile Hills           | Yukon-Koyukuk Census Area         |      | 647 m  | Ninemile Hills. In: Geographic Names Information System. United States Geological Survey, United States Department of the Interior (englisch).           |
| Nome Mountains           | Nome Census Area                  |      | 226 m  | Nome Mountains. In: Geographic Names Information System. United States Geological Survey, United States Department of the Interior (englisch).           |
| Norutak Hills            | Yukon-Koyukuk Census Area         |      | 635 m  | Norutak Hills. In: Geographic Names Information System. United States Geological Survey, United States Department of the Interior (englisch).            |
| Nulato Hills             | Nome Census Area                  |      | 463 m  | Nulato Hills. In: Geographic Names Information System. United States Geological Survey, United States Department of the Interior (englisch).             |
| Nulato Hills             | Northwest Arctic Borough          |      | 38 m   | Nulato Hills. In: Geographic Names Information System. United States Geological Survey, United States Department of the Interior (englisch).             |
| Nushagak Hills           | Dillingham Census Area            |      | 376 m  | Nushagak Hills. In: Geographic Names Information System. United States Geological Survey, United States Department of the Interior (englisch).           |
| Nutzotin Mountains       | Southeast Fairbanks Census Area   |      | 1566 m | Nutzotin Mountains. In: Geographic Names Information System. United States Geological Survey, United States Department of the Interior (englisch).       |
| Nyctea Hills             | Bethel Census Area                |      | 126 m  | Nyctea Hills. In: Geographic Names Information System. United States Geological Survey, United States Department of the Interior (englisch).             |
| Ogilvie Mountains        | Yukon-Koyukuk Census Area         |      | 548 m  | Ogilvie Mountains. In: Geographic Names Information System. United States Geological Survey, United States Department of the Interior (englisch).        |
| O’Keefe Hills            | Yukon-Koyukuk Census Area         |      | 1442 m | O’Keefe Hills. In: Geographic Names Information System. United States Geological Survey, United States Department of the Interior (englisch).            |
| Okstukuk Hills           | Dillingham Census Area            |      | 272 m  | Okstukuk Hills. In: Geographic Names Information System. United States Geological Survey, United States Department of the Interior (englisch).           |
| Ouchklune Range          | Bethel Census Area                |      | 1264 m | Ouchklune Range. In: Geographic Names Information System. United States Geological Survey, United States Department of the Interior (englisch).          |
| Owl Hills                | Yukon-Koyukuk Census Area         |      | 246 m  | Owl Hills. In: Geographic Names Information System. United States Geological Survey, United States Department of the Interior (englisch).                |
| Parents Mountains        | Northwest Arctic Borough          |      | 176 m  | Parents Mountains. In: Geographic Names Information System. United States Geological Survey, United States Department of the Interior (englisch).        |
| Peabody Mountains        | Ketchikan Gateway Borough         |      | 418 m  | Peabody Mountains. In: Geographic Names Information System. United States Geological Survey, United States Department of the Interior (englisch).        |
| Pelly Mountains          |                                   |      |        | Pelly Mountains. In: Geographic Names Information System. United States Geological Survey, United States Department of the Interior (englisch).          |
| Peters Hills             | Matanuska-Susitna Borough         |      | 951 m  | Peters Hills. In: Geographic Names Information System. United States Geological Survey, United States Department of the Interior (englisch).             |
| Philip Smith Mountains   | North Slope Borough               |      | 1605 m | Philip Smith Mountains. In: Geographic Names Information System. United States Geological Survey, United States Department of the Interior (englisch).   |
| Plenisner Hills          | Valdez-Cordova Census Area        |      | 1222 m | Plenisner Hills. In: Geographic Names Information System. United States Geological Survey, United States Department of the Interior (englisch).          |
| Poktovik Mountains       | Northwest Arctic Borough          |      | 910 m  | Poktovik Mountains. In: Geographic Names Information System. United States Geological Survey, United States Department of the Interior (englisch).       |
| Poovoot Range            | Nome Census Area                  |      | 0 m    | Poovoot Range. In: Geographic Names Information System. United States Geological Survey, United States Department of the Interior (englisch).            |
| Punuk Hills              | North Slope Borough               |      | 274 m  | Punuk Hills. In: Geographic Names Information System. United States Geological Survey, United States Department of the Interior (englisch).              |
| Pupik Hills              | Northwest Arctic Borough          |      | 534 m  | Pupik Hills. In: Geographic Names Information System. United States Geological Survey, United States Department of the Interior (englisch).              |
| Purcell Mountains        | Yukon-Koyukuk Census Area         |      | 865 m  | Purcell Mountains. In: Geographic Names Information System. United States Geological Survey, United States Department of the Interior (englisch).        |
| Rampart Mountains        | Yukon-Koyukuk Census Area         |      | 1039 m | Rampart Mountains. In: Geographic Names Information System. United States Geological Survey, United States Department of the Interior (englisch).        |
| Raven Hills              | Valdez-Cordova Census Area        |      | 991 m  | Raven Hills. In: Geographic Names Information System. United States Geological Survey, United States Department of the Interior (englisch).              |
| Ray Mountains            | Yukon-Koyukuk Census Area         |      | 1004 m | Ray Mountains. In: Geographic Names Information System. United States Geological Survey, United States Department of the Interior (englisch).            |
| Red Hills                | Dillingham Census Area            |      | 781 m  | Red Hills. In: Geographic Names Information System. United States Geological Survey, United States Department of the Interior (englisch).                |
| Red Mountains            | Nome Census Area                  |      | 110 m  | Red Mountains. In: Geographic Names Information System. United States Geological Survey, United States Department of the Interior (englisch).            |
| Reindeer Hills           | Denali Borough                    |      | 1128 m | Reindeer Hills. In: Geographic Names Information System. United States Geological Survey, United States Department of the Interior (englisch).           |
| Reindeer Hills           | Nome Census Area                  |      | 129 m  | Reindeer Hills. In: Geographic Names Information System. United States Geological Survey, United States Department of the Interior (englisch).           |
| Revelation Mountains     | Bethel Census Area                |      | 1426 m | Revelation Mountains. In: Geographic Names Information System. United States Geological Survey, United States Department of the Interior (englisch).     |
| Reverdy Mountains        | Prince of Wales-Hyder Census Area |      | 1363 m | Reverdy Mountains. In: Geographic Names Information System. United States Geological Survey, United States Department of the Interior (englisch).        |
| Riddle Hills             | Aleutians West Census Area        |      |        | Riddle Hills. In: Geographic Names Information System. United States Geological Survey, United States Department of the Interior (englisch).             |
| Robinson Mountains       | Valdez-Cordova Census Area        |      | 1346 m | Robinson Mountains. In: Geographic Names Information System. United States Geological Survey, United States Department of the Interior (englisch).       |
| Rolling Hills            | Kusilvak Census Area              |      | 364 m  | Rolling Hills. In: Geographic Names Information System. United States Geological Survey, United States Department of the Interior (englisch).            |
| Romanzof Mountains       | North Slope Borough               |      | 1763 m | Romanzof Mountains. In: Geographic Names Information System. United States Geological Survey, United States Department of the Interior (englisch).       |
| Rooster Hills            | Aleutians West Census Area        |      |        | Rooster Hills. In: Geographic Names Information System. United States Geological Survey, United States Department of the Interior (englisch).            |
| Roundabout Mountains     | Yukon-Koyukuk Census Area         |      | 312 m  | Roundabout Mountains. In: Geographic Names Information System. United States Geological Survey, United States Department of the Interior (englisch).     |
| Rousseau Range           | Ketchikan Gateway Borough         |      | 978 m  | Rousseau Range. In: Geographic Names Information System. United States Geological Survey, United States Department of the Interior (englisch).           |
| Russian Mountains        | Bethel Census Area                |      | 938 m  | Russian Mountains. In: Geographic Names Information System. United States Geological Survey, United States Department of the Interior (englisch).        |
| Sadlerochit Mountains    | North Slope Borough               |      | 1230 m | Sadlerochit Mountains. In: Geographic Names Information System. United States Geological Survey, United States Department of the Interior (englisch).    |
| Saint Elias Mountains    | Valdez-Cordova Census Area        |      | 2121 m | Saint Elias Mountains. In: Geographic Names Information System. United States Geological Survey, United States Department of the Interior (englisch).    |
| Samovar Hills            | Yakutat                           |      | 1256 m | Samovar Hills. In: Geographic Names Information System. United States Geological Survey, United States Department of the Interior (englisch).            |
| Sand Hills               | Yukon-Koyukuk Census Area         |      | 107 m  | Sand Hills. In: Geographic Names Information System. United States Geological Survey, United States Department of the Interior (englisch).               |
| Schwatka Mountains       | Northwest Arctic Borough          |      | 1111 m | Schwatka Mountains. In: Geographic Names Information System. United States Geological Survey, United States Department of the Interior (englisch).       |
| Schwatka Mountains       | Northwest Arctic Borough          |      | 1628 m | Schwatka Mountains. In: Geographic Names Information System. United States Geological Survey, United States Department of the Interior (englisch).       |
| Selawik Hills            | Northwest Arctic Borough          |      | 998 m  | Selawik Hills. In: Geographic Names Information System. United States Geological Survey, United States Department of the Interior (englisch).            |
| Seward Mountains         | Ketchikan Gateway Borough         |      | 1757 m | Seward Mountains. In: Geographic Names Information System. United States Geological Survey, United States Department of the Interior (englisch).         |
| Shaktolik Hills          |                                   |      |        | Shaktolik Hills. In: Geographic Names Information System. United States Geological Survey, United States Department of the Interior (englisch).          |
| Shaler Mountains         | Aleutians West Census Area        |      | 779 m  | Shaler Mountains. In: Geographic Names Information System. United States Geological Survey, United States Department of the Interior (englisch).         |
| Sheklukshuk Range        | Northwest Arctic Borough          |      | 402 m  | Sheklukshuk Range. In: Geographic Names Information System. United States Geological Survey, United States Department of the Interior (englisch).        |
| Shell Hills              | Matanuska-Susitna Borough         |      | 584 m  | Shell Hills. In: Geographic Names Information System. United States Geological Survey, United States Department of the Interior (englisch).              |
| Shepherd Mountains       | Yukon-Koyukuk Census Area         |      | 381 m  | Shepherd Mountains. In: Geographic Names Information System. United States Geological Survey, United States Department of the Interior (englisch).       |
| Shockum Mountains        | Valdez-Cordova Census Area        |      | 379 m  | Shockum Mountains. In: Geographic Names Information System. United States Geological Survey, United States Department of the Interior (englisch).        |
| Shotgun Hills            | Dillingham Census Area            |      | 873 m  | Shotgun Hills. In: Geographic Names Information System. United States Geological Survey, United States Department of the Interior (englisch).            |
| Shubelik Mountains       | North Slope Borough               |      | 838 m  | Shubelik Mountains. In: Geographic Names Information System. United States Geological Survey, United States Department of the Interior (englisch).       |
| Shublik Mountains        | North Slope Borough               |      | 917 m  | Shublik Mountains. In: Geographic Names Information System. United States Geological Survey, United States Department of the Interior (englisch).        |
| Siaktak Hills            | Northwest Arctic Borough          |      | 324 m  | Siaktak Hills. In: Geographic Names Information System. United States Geological Survey, United States Department of the Interior (englisch).            |
| Sischu Mountains         | Yukon-Koyukuk Census Area         |      | 670 m  | Sischu Mountains. In: Geographic Names Information System. United States Geological Survey, United States Department of the Interior (englisch).         |
| Skolai Range             | Valdez-Cordova Census Area        |      | 1344 m | Skolai Range. In: Geographic Names Information System. United States Geological Survey, United States Department of the Interior (englisch).             |
| Slokhenjikh Hills        | Yukon-Koyukuk Census Area         |      | 397 m  | Slokhenjikh Hills. In: Geographic Names Information System. United States Geological Survey, United States Department of the Interior (englisch).        |
| Slow Fork Hills          | Yukon-Koyukuk Census Area         |      | 665 m  | Slow Fork Hills. In: Geographic Names Information System. United States Geological Survey, United States Department of the Interior (englisch).          |
| South Maktak Hills       | North Slope Borough               |      | 112 m  | South Maktak Hills. In: Geographic Names Information System. United States Geological Survey, United States Department of the Interior (englisch).       |
| Spirit Range             | Juneau                            |      | 1975 m | Spirit Range. In: Geographic Names Information System. United States Geological Survey, United States Department of the Interior (englisch).             |
| Storm Range              | Juneau                            |      | 2132 m | Storm Range. In: Geographic Names Information System. United States Geological Survey, United States Department of the Interior (englisch).              |
| Stuyahok Hills           | Dillingham Census Area            |      | 294 m  | Stuyahok Hills. In: Geographic Names Information System. United States Geological Survey, United States Department of the Interior (englisch).           |
| Suckling Hills           | Valdez-Cordova Census Area        |      | 313 m  | Suckling Hills. In: Geographic Names Information System. United States Geological Survey, United States Department of the Interior (englisch).           |
| Sunshine Mountains       | Yukon-Koyukuk Census Area         |      | 949 m  | Sunshine Mountains. In: Geographic Names Information System. United States Geological Survey, United States Department of the Interior (englisch).       |
| Sushgitit Hills          | Yukon-Koyukuk Census Area         |      | 431 m  | Sushgitit Hills. In: Geographic Names Information System. United States Geological Survey, United States Department of the Interior (englisch).          |
| Susulatna Hills          | Yukon-Koyukuk Census Area         |      | 342 m  | Susulatna Hills. In: Geographic Names Information System. United States Geological Survey, United States Department of the Interior (englisch).          |
| Tahinichok Mountains     | Northwest Arctic Borough          |      | 488 m  | Tahinichok Mountains. In: Geographic Names Information System. United States Geological Survey, United States Department of the Interior (englisch).     |
| Takhakhdona Hills        | Yukon-Koyukuk Census Area         |      | 181 m  | Takhakhdona Hills. In: Geographic Names Information System. United States Geological Survey, United States Department of the Interior (englisch).        |
| Takhakhdona Hills        | Yukon-Koyukuk Census Area         |      | 322 m  | Takhakhdona Hills. In: Geographic Names Information System. United States Geological Survey, United States Department of the Interior (englisch).        |
| Takhinsha Mountains      | Haines Borough                    |      | 2026 m | Takhinsha Mountains. In: Geographic Names Information System. United States Geological Survey, United States Department of the Interior (englisch).      |
| Taku Range               | Juneau                            |      | 1587 m | Taku Range. In: Geographic Names Information System. United States Geological Survey, United States Department of the Interior (englisch).               |
| Talkeetna Mountains      | Matanuska-Susitna Borough         |      | 1824 m | Talkeetna Mountains. In: Geographic Names Information System. United States Geological Survey, United States Department of the Interior (englisch).      |
| Tanana Hills             | Yukon-Koyukuk Census Area         |      | 97 m   | Tanana Hills. In: Geographic Names Information System. United States Geological Survey, United States Department of the Interior (englisch).             |
| Taylor Mountains         | Dillingham Census Area            |      | 663 m  | Taylor Mountains. In: Geographic Names Information System. United States Geological Survey, United States Department of the Interior (englisch).         |
| Telavirak Hills          | North Slope Borough               |      | 164 m  | Telavirak Hills. In: Geographic Names Information System. United States Geological Survey, United States Department of the Interior (englisch).          |
| Telida Mountains         | Yukon-Koyukuk Census Area         |      | 855 m  | Telida Mountains. In: Geographic Names Information System. United States Geological Survey, United States Department of the Interior (englisch).         |
| Teocalli Mountains       | Bethel Census Area                |      | 1593 m | Teocalli Mountains. In: Geographic Names Information System. United States Geological Survey, United States Department of the Interior (englisch).       |
| Terra Cotta Mountains    | Yukon-Koyukuk Census Area         |      | 1581 m | Terra Cotta Mountains. In: Geographic Names Information System. United States Geological Survey, United States Department of the Interior (englisch).    |
| The Sisters              | Sitka                             |      | 1080 m | The Sisters. In: Geographic Names Information System. United States Geological Survey, United States Department of the Interior (englisch).              |
| Third Range              | North Slope Borough               |      | 1223 m | Third Range. In: Geographic Names Information System. United States Geological Survey, United States Department of the Interior (englisch).              |
| Three Hills              | Aleutians East Borough            |      | 20 m   | Three Hills. In: Geographic Names Information System. United States Geological Survey, United States Department of the Interior (englisch).              |
| Tokosha Mountains        | Matanuska-Susitna Borough         |      | 1236 m | Tokosha Mountains. In: Geographic Names Information System. United States Geological Survey, United States Department of the Interior (englisch).        |
| Tordrillo Mountains      | Matanuska-Susitna Borough         |      | 3479 m | Tordrillo Mountains. In: Geographic Names Information System. United States Geological Survey, United States Department of the Interior (englisch).      |
| Totek Hills              | Denali Borough                    |      | 394 m  | Totek Hills. In: Geographic Names Information System. United States Geological Survey, United States Department of the Interior (englisch).              |
| Totoilon Mountains       | Bethel Census Area                |      | 1258 m | Totoilon Mountains. In: Geographic Names Information System. United States Geological Survey, United States Department of the Interior (englisch).       |
| Trap House Hills         | Aleutians East Borough            |      | 15 m   | Trap House Hills. In: Geographic Names Information System. United States Geological Survey, United States Department of the Interior (englisch).         |
| Truax Range              |                                   |      |        | Truax Range. In: Geographic Names Information System. United States Geological Survey, United States Department of the Interior (englisch).              |
| Tugamak Range            | Aleutians East Borough            |      | 611 m  | Tugamak Range. In: Geographic Names Information System. United States Geological Survey, United States Department of the Interior (englisch).            |
| Tuntut Mountains         | Bethel Census Area                |      | 902 m  | Tuntut Mountains. In: Geographic Names Information System. United States Geological Survey, United States Department of the Interior (englisch).         |
| Two Spot Mountains       | Yukon-Koyukuk Census Area         |      | 325 m  | Two Spot Mountains. In: Geographic Names Information System. United States Geological Survey, United States Department of the Interior (englisch).       |
| Uchugrak Hills           | Northwest Arctic Borough          |      | 485 m  | Uchugrak Hills. In: Geographic Names Information System. United States Geological Survey, United States Department of the Interior (englisch).           |
| Ulokat Hills             | Kusilvak Census Area              |      | 223 m  | Ulokat Hills. In: Geographic Names Information System. United States Geological Survey, United States Department of the Interior (englisch).             |
| University Range         | Valdez-Cordova Census Area        |      | 2566 m | University Range. In: Geographic Names Information System. United States Geological Survey, United States Department of the Interior (englisch).         |
| Walatka Mountains        | Kenai Peninsula Borough           |      | 1197 m | Walatka Mountains. In: Geographic Names Information System. United States Geological Survey, United States Department of the Interior (englisch).        |
| Wapoo Hills              | Yukon-Koyukuk Census Area         |      | 193 m  | Wapoo Hills. In: Geographic Names Information System. United States Geological Survey, United States Department of the Interior (englisch).              |
| Waring Mountains         | Northwest Arctic Borough          |      | 264 m  | Waring Mountains. In: Geographic Names Information System. United States Geological Survey, United States Department of the Interior (englisch).         |
| West Crazy Mountains     | Yukon-Koyukuk Census Area         |      | 975 m  | West Crazy Mountains. In: Geographic Names Information System. United States Geological Survey, United States Department of the Interior (englisch).     |
| Weston Mountains         | Aleutians West Census Area        |      |        | Weston Mountains. In: Geographic Names Information System. United States Geological Survey, United States Department of the Interior (englisch).         |
| White Mountains          | Yukon-Koyukuk Census Area         |      | 977 m  | White Mountains. In: Geographic Names Information System. United States Geological Survey, United States Department of the Interior (englisch).          |
| Wilkes Range             | Wrangell                          |      | 1029 m | Wilkes Range. In: Geographic Names Information System. United States Geological Survey, United States Department of the Interior (englisch).             |
| Wood River Mountains     | Dillingham Census Area            |      | 476 m  | Wood River Mountains. In: Geographic Names Information System. United States Geological Survey, United States Department of the Interior (englisch).     |
| Wrangell Mountains       | Valdez-Cordova Census Area        |      | 3094 m | Wrangell Mountains. In: Geographic Names Information System. United States Geological Survey, United States Department of the Interior (englisch).       |
| Wrangell Range           | Aleutians West Census Area        |      |        | Wrangell Range. In: Geographic Names Information System. United States Geological Survey, United States Department of the Interior (englisch).           |
| Wyoming Hills            | Denali Borough                    |      | 1682 m | Wyoming Hills. In: Geographic Names Information System. United States Geological Survey, United States Department of the Interior (englisch).            |
| York Mountains           | Nome Census Area                  |      | 575 m  | York Mountains. In: Geographic Names Information System. United States Geological Survey, United States Department of the Interior (englisch).           |
| Zane Hills               | Yukon-Koyukuk Census Area         |      | 1034 m | Zane Hills. In: Geographic Names Information System. United States Geological Survey, United States Department of the Interior (englisch).               |
| Zane Hills               | Yukon-Koyukuk Census Area         |      | 930 m  | Zane Hills. In: Geographic Names Information System. United States Geological Survey, United States Department of the Interior (englisch).               |